# Battaglia del mar Mediterraneo (1914-1918)
Con battaglia del mar Mediterraneo si fa riferimento agli scontri avvenuti durante la prima guerra mondiale all'interno del bacino del mar Mediterraneo, il quale divenne uno dei teatri in cui le forze navali degli imperi centrali si scontrarono con quelle degli stati della Triplice intesa; nonostante l'impegno profuso da entrambe le parti per un dominio sul mare che bagna le coste interne dell'Europa, nessuno dei contendenti riuscì mai ad affermarsi in modo deciso, durante una guerra che anche in mare fu cruenta e tragica.

## Le forze in campo

### La k.u.k kriegsmarine

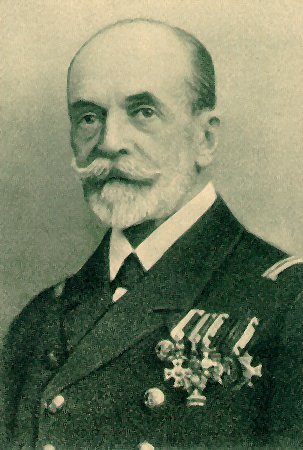
L'ammiraglio Anton Haus, comandante in capo della k.u.k. Kriegsmarine

Allo scoppio del conflitto l'Impero austro-ungarico possedeva una flotta di medie dimensioni, e soprattutto disponeva di uno sbocco sul mare decisamente irrisorio (all'incirca da Trieste a Cattaro nell'odierno Montenegro) a confronto con la vastità del suo impero, inoltre l'Austria-Ungheria non possedeva colonie e quindi non disponeva di basi navali al di fuori di quel tratto di costa, che come se non bastasse era distante poche miglia dalle ben protette coste del nemico italiano, e dalla sua flotta.
La Marina austro-ungarica non era assolutamente attrezzata per una guerra offensiva. Sebbene le sue quattro potenti e moderne navi da battaglia monocalibro della classe Tegetthoff fossero il fulcro di una potente squadra da battaglia, insieme alle varie pre-dreadnought tra cui la classe Habsburg (tre unità) e le navi da difesa costiera come la classe Monarch (tre unità), dotate però solo di cannoni calibro 240 mm, non potevano confrontarsi su un piano di parità con le navi della Regia Marina, ben più numerose. A esse si affiancavano gli incrociatori corazzati SMS Kaiserin und Königin Maria Theresia, SMS Kaiser Karl VI e SMS Sankt Georg, tutti esemplari unici, e un buon numero di incrociatori leggeri della classe Helgoland; un punto di forza dovevano essere i quattordici cacciatorpediniere della classe Huszár e i sei moderni della classe classe Tátra, oltre ad alcune decine di torpediniere e una trentina di sommergibili. I principali porti da cui operava erano i già citati Trieste e Cattaro oltre che da Pola. A causa dello sbarramento alleato nel canale d'Otranto i tedeschi non riuscirono a far arrivare se non pochi sommergibili di rinforzo nelle basi all'alleato austriaco, uno dei quali affondò l'incrociatore italiano Amalfi nel 1915.

### La Regia Marina

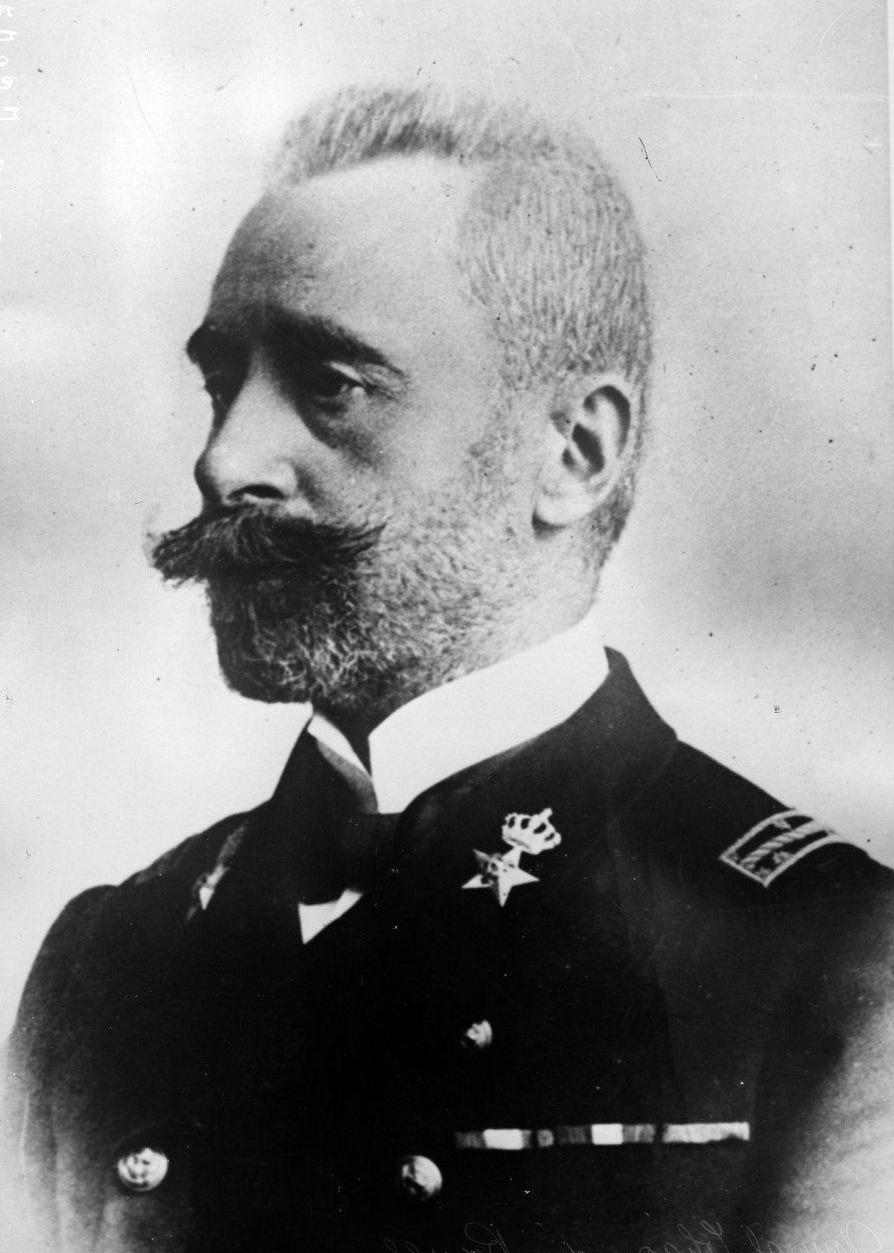
L'ammiraglio Paolo Thaon di Revel, capo di stato maggiore della Regia Marina

La squadra da battaglia della Regia Marina, oltre a sei moderne corazzate di tipo Dreadnought monocalibro con cannoni da 305 mm (quattro in servizio allo scoppio della guerra, la Dante Alighieri e le tre della Classe Conte di Cavour, più due della classe Caio Duilio varate ma ancora in allestimento), contava sei pre-dreadnought tra le due della classe Regina Margherita e le quattro della classe Regina Elena, sempre dotate di pezzi da 305 mm. A queste si aggiungevano gli incrociatori corazzati della classe Giuseppe Garibaldi, della classe San Giorgio e quelli in parte obsoleti della classe Pisa, oltre ad altri minori e unità di seconda linea usate nelle colonie.
Parecchi cacciatorpediniere (circa sessanta), principalmente delle classi Indomito, Soldato e Pilo, completavano la squadra; alcune decine di torpediniere, anche se obsolete, e di MAS aumentavano il potenziale offensivo. Una ventina di sommergibili completavano il naviglio. Le basi principali della Regia Marina erano La Spezia, Taranto e Napoli, con forze minori a Brindisi, Augusta, Messina, Venezia e Palermo. Taranto divenne il fulcro delle operazioni navali italiane, mentre naviglio leggero fu concentrato a Brindisi. Venezia fu difesa dagli attacchi austro-ungarici ma non ospitò mai una squadra da battaglia, vista l'esposizione alla minaccia dei sommergibili nemici.
L'Italia assisté con molta preoccupazione nei primi mesi del conflitto all'ingresso nel mare Adriatico della flotta francese, la quale ebbe una corazzata gravemente danneggiata e un incrociatore affondato in breve tempo, nonostante l'obiettivo fosse quello di bloccare nei porti la flotta austro-ungarica senza cercare lo scontro. La decisione finale di entrare in guerra a fianco delle potenze dell'Intesa fu quindi accolta con sollievo, poiché la Regia Marina diventava così la protagonista della guerra in Adriatico.
Durante tutto il conflitto la Regia Marina, concentrò tutti i suoi sforzi nella lotta contro il nemico austriaco nel Mar Adriatico, che sfociarono in una serie di operazioni navali nel tentativo di entrambe le parti di surclassare l'avversario con ogni mezzo, dai bombardamenti costieri, alla guerra sottomarina, e alla nuova arma italiana rappresentata dai MAS, che ebbero notevole successo (anche mediatico) durante la guerra.

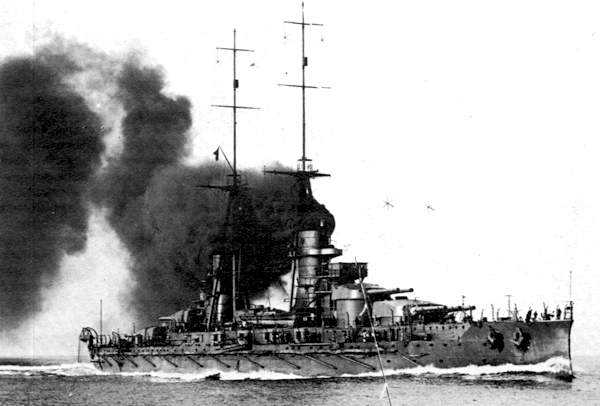
Il Giulio Cesare a Otranto (1915)

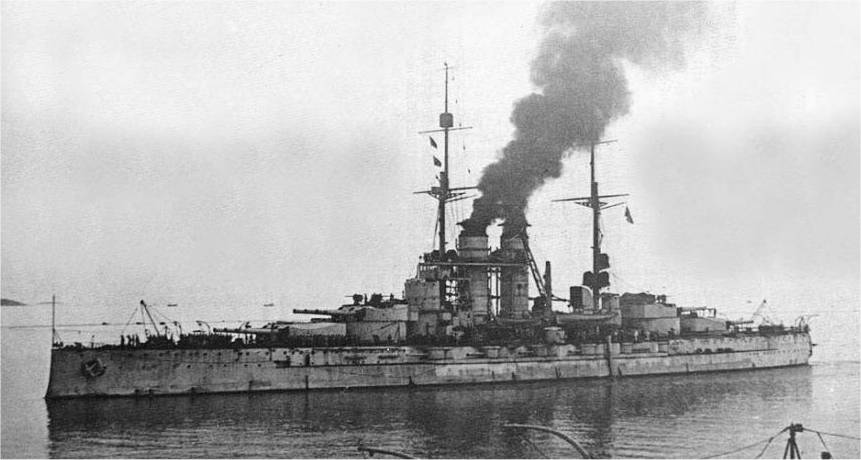
La SMS Szent István fu una delle quattro corazzate affondate il 10 giugno 1918 dagli attacchi dei MAS italiani comandati da Luigi Rizzo.

Durante la prima parte del conflitto entrambe le marine mantennero un atteggiamento passivo, senza grosse sortite offensive, anche se la Regia Marina nel 1915 perse la Benedetto Brin (27 settembre) e l'anno successivo perse la Leonardo da Vinci (2 agosto 1916), a causa di due esplosioni avvenute all'interno di entrambe le corazzate (anche se alcuni storici parlano di sabotaggio austriaco).

Nell'ultima parte della guerra però, la Regia Marina sviluppò una nuova arma che permise vittoriose sortite contro ben più grandi imbarcazioni, il Motoscafo armato silurante MAS, che al comando di Luigi Rizzo, nel dicembre 1917 causò l'affondamento della corazzata guardiacoste austriaca Wien e della corazzata S. Izsvan (Santo Stefano) al largo dell'isola di Premuda.
La marina italiana verso la fine del conflitto sviluppò anche un'altra più piccola e insidiosa arma, il Siluro a Lenta Corsa (SLC) un minisommergibile che consentiva a due operatori muniti di respiratori, di effettuare azioni subacquee contro imbarcazioni nemiche, e che consentirono il 1º novembre 1918 agli ufficiali Raffaele Rossetti e Raffaele Paolucci di entrare di soppiatto nel porto di Pola e affondare la nave ammiraglia della flotta austro-ungarica la SMS Viribus Unitis.
Che le 387 miglia di coste adriatiche italiane fossero esposte ad attacchi a sorpresa nemici destava molta preoccupazione soprattutto per le pesanti ripercussioni sull'opinione pubblica che avrebbero avuto. Fu quindi gradatamente messa a punto dal comando dell'ammiraglio Paolo Thaon di Revel una complessa organizzazione di difesa consistente in batterie costiere, treni armati di cannoni ogni 60 chilometri, sorveglianza aerea, pattuglie di MAS.
Thaon di Revel dette un forte impulso anche all'uso dell'aviazione che passò dall'effettuare solo 261 missioni nel 1915 ad effettuarne 11 284 nel 1918 ed arrivando a contare 640 aerei (in grande maggioranza idrovolanti) e 19 dirigibili.

### La Royal Navy
La presenza britannica nel Mediterraneo era incentrata sulla Mediterranean Fleet sotto il comando di Sir Archibald Berkeley Milne, con basi a Malta e Gibilterra. Delle tre unità originarie della classe Invincible di incrociatori da battaglia, che entrarono in servizio nella prima metà del 1908, due (l'HMS Inflexible e l'HMS Indomitable) si unirono alla Mediterranean Fleet nel 1914. Assieme all'HMS Indefatigable, formarono il nucleo della flotta britannica all'inizio della guerra, quando le forze della Royal Navy furono impegnate nell'inseguimento del Goeben e del Breslau.
La marina britannica fu da subito impegnata nel Mediterraneo non appena scoppiò la guerra, con varie unità dislocate nelle storiche basi di Gibilterra, Malta e Alessandria d'Egitto, a protezione della rotta del Mediterraneo, vitale per il collegamento tra la madrepatria e le sue colonie dell'Oriente. Le unità inglesi più pesanti arrivarono nel Mediterraneo in occasione dello sbarco nei Dardanelli, ma dopo l'entrata in guerra dell'Italia varie unità leggere e una divisione di incrociatori pesanti presero base a Brindisi, oltre a vari pescherecci armati che assicuravano il mantenimento delle reti antisommergibile poste lungo il canale di Otranto.

### La Marine Nationale
La Marine nationale era tra le prime al mondo e all'inizio della guerra schierava quattro navi da battaglia monocalibro classe Courbet, diciassette pluricalibro, ventidue incrociatori corazzati e tredici protetti, 35 cacciatorpediniere e 160 torpediniere, oltre a 50 sommergibili. Di queste unità, nel Mediterraneo erano schierate nella 1ere Armée Navale al comando dell'ammiraglio Auguste Boué de Lapeyrère tutte le 21 navi da battaglia (tra cui le 6 pre-dreadnought della classe Danton), 15 incrociatori, oltre 43 cacciatorpediniere e 15 sottomarini. La sua forza sarebbe cresciuta nel dicembre 1916 dopo la cattura della flotta greca al Pireo e fino alla restituzione delle navi alla Grecia nel 1917. All'inizio della guerra la sua base di operazioni fu Malta ma, dopo l'entrata in guerra dell'Italia, varie unità leggere furono dislocate a Brindisi e Corfù.
La marina francese venne coinvolta all'inizio solo marginalmente, ma anch'essa venne pesantemente impegnata nell'attacco ai Dardanelli e con unità leggere a sostegno del blocco del Canale di Otranto.

### La Kaiserliche Marine
I tedeschi portarono nel Mediterraneo solo sommergibili, visto che lo sbarramento di Gibilterra impediva l'ingresso di unità di superficie avversarie; le uniche navi di superficie nel Mediterraneo erano presenti all'inizio delle ostilità, la SMS Goeben e la SMS Breslau, ma vennero presto passate formalmente alla marina turca (aumentandone sensibilmente il potenziale d'azione) anche se rimasero con equipaggio e comando tedesco.

### La Osmanli Donanmasi
La marina turca-ottomana, che prima dell'entrata in guerra aveva diverse unità leggere, posamine e qualche sommergibile, ma poche unità da battaglia tranne le due obsolete corazzate della classe Brandenburg Turgut Reis e Barbaros Haireddin; ricevette un significativo potenziamento dall'arrivo della Goeben e della Breslau, che la resero una minaccia soprattutto nel Mar Nero, impedendo alla flotta russa di congiungersi con le flotte alleate nel Mediterraneo.

## Si aprono le ostilità
Nel Mar Mediterraneo, la guerra impegnò fin dall'inizio le grandi potenze in guerra, la Francia scortava le flotte alleate in tutto il Mar Mediterraneo a difesa di incursioni nemiche, diverse navi britanniche furono inviate a Malta per rafforzare la flotta britannica del Mediterraneo; dal canto suo la Mittelmeerdivision dell'Impero tedesco diede "ufficialmente" inizio alle ostilità in mare, quando all'alba del 5 agosto 1914 l'incrociatore da battaglia SMS Goeben e l'incrociatore leggero SMS Breslau bombardarono rispettivamente Philippeville e Bona, nell'Algeria francese.
Il Kaiser Guglielmo II aveva ordinato che, in caso di guerra, la Goeben e la Breslau avrebbero dovuto sia condurre dei raid nel Mediterraneo occidentale per impedire il transito di truppe francesi dal nord Africa all'Europa, sia cercare di forzare Gibilterra e tornare in acque tedesche attraverso l'Atlantico, a discrezione del loro comandante. Il 3 agosto 1914, la due navi dirigevano verso l'Algeria quando il contrammiraglio Wilhelm Souchon ricevette la notizia della dichiarazione di guerra alla Francia. La Goeben bombardò il porto di Philippeville (oggi Skikda, Algeria) per circa 10 minuti, la mattina del 3 agosto, mentre la Breslau colpiva Bône (oggi Annaba) seguendo gli ordini del Kaiser. Gli ammiragli Alfred von Tirpitz e Hugo von Pohl gli trasmisero, successivamente, degli ordini segreti di dirigersi verso Costantinopoli, in contrasto con la volontà del Kaiser ed a sua insaputa.
Dato che la Goeben non poteva raggiungere Costantinopoli senza fare rifornimento di carbone, Souchon diresse verso Messina. Le due navi incontrarono i due incrociatori da battaglia britannici HMS Indefatigable e la HMS Indomitable, ma la Germania non aveva ancora dichiarato guerra alla Gran Bretagna e quindi non ci fu ingaggio. I britannici cercarono di inseguire la squadra tedesca ma Souchon poté superarli in velocità ed arrivare a Messina il 5 agosto.
Il rifornimento a Messina fu complicato dalla dichiarazione di neutralità dell'Italia resa nota il 2 agosto. Per il Diritto Internazionale, alle navi belligeranti era consentito di restare solo 24 ore in un porto neutrale. Le autorità italiane del porto di Messina si mostrarono compiacenti e consentirono alla Goeben ed alla Breslau di rimanere in porto per circa 36 ore mentre venivano rifornite di carbone da una carboniera tedesca. Nonostante il tempo guadagnato le riserve di carbone della Goeben non erano sufficienti per raggiungere Costantinopoli, così Souchon organizzò un incontro con un'altra carboniera nel Mar Egeo. La flotta francese rimase nel Mediterraneo occidentale, seguendo le direttive del comandante della flotta del Mediterraneo, l'ammiraglio Augustin Boué de Lapeyrère, che era convinto che Souchon avrebbe cercato di fuggire in Atlantico o raggiungere il porto austriaco di Pola.
La squadra tedesca partì da Messina il 6 agosto e si diresse verso il Mediterraneo orientale. I due incrociatori da battaglia britannici erano a 100 miglia di distanza, mentre un terzo il HMS Inflexible, si stava rifornendo di carbone nel porto di Bizerta, in Tunisia. L'unica forza navale britannica che si trovava sulla rotta di Souchon era la prima squadra di incrociatori (1st Cruiser Squadron), che consisteva in quattro incrociatori corazzati HMS Defence, HMS Black Prince, HMS Duke of Edinburgh e HMS Warrior sotto il comando del contrammiraglio Ernest Troubridge. La squadra tedesca si diresse inizialmente verso l'Adriatico per ingannare gli inseguitori, riuscendo a confondere Troubidge che navigò verso l'imbocco dell'Adriatico. Dopo aver capito l'errore, Troubridge invertì la rotta e ordinò all'incrociatore leggero HMS Dublin e a due cacciatorpediniere di lanciare un attacco con i siluri contro le navi tedesche. Le vedette della Breslau avvistarono gli attaccanti e nel buio, riuscirono a sfuggire all'attacco senza essere scoperte.
Troubridge rinunciò all'inseguimento il 7 agosto, convinto che ogni attacco contro la Goeben —armata con cannoni da 280 mm— portato con i suoi antiquati incrociatori corazzati sarebbe stato suicida. La rotta di Souchon verso Costantinopoli diventava, ora evidente.
La Goeben si rifornì di carbone al largo dell'isola di Donoussa, vicino a Naxos. Nel pomeriggio del 10 agosto le due navi entrarono nello stretto dei Dardanelli. Vennero ricevute da una scorta d'onore, che le guidò all'interno del Mar di Marmara. Per ovviare ai limiti dello status di nazione neutrale dell'Impero Ottomano, la Germania trasferì le due navi alla Marina Ottomana il 16 agosto. Il 23 settembre, Souchon accettò il comando della Marina Ottomana. La Goeben fu ribattezzata Sultano Yavuz Selim e la Breslau, Midilli; i loro equipaggi tedeschi indossarono uniformi ottomane ed il fez.
La reazione alleata non si fece attendere e i due incrociatori vennero inseguiti fino a quando non arrivarono alle coste turche, dove non poterono essere colpite, e dove in seguito vennero nominalmente trasferite alla Marina Ottomana, dove furono successivamente impiegate a fianco degli Imperi centrali contro la flotta russa del Mar Nero, costituendo una minaccia costante per le operazioni alleate nel Mediterraneo e russe nel Mar Nero, in quanto in diversi episodi si confrontarono con squadre navali avversarie cui inflissero spesso gravi danni.

## 1915

### L'Italia entra in guerra
Con l'entrata in guerra a fianco dell'Intesa del Regno d'Italia nel 1915, la strategia principale delle forze alleate fu quella di bloccare al solo Mare Adriatico la capacità di movimento della flotta austriaca, bloccando lo sbocco al Mar Mediterraneo nel canale d'Otranto l'unico passaggio per le navi austro-ungariche che sfociasse nel Mediterraneo.

Le coste pugliesi furono fortificate con l'installazione di numerose batterie anti-nave costiere, e il mare antistante fu dotato di sbarramenti minati per impedire al nemico il passaggio.

Nonostante ciò alcuni sommergibili austriaci e tedeschi forzarono il blocco, e durante la guerra riuscirono ad infliggere alcune perdite di naviglio agli alleati, tra cui due incrociatori corazzati cinque cacciatorpediniere, e due sottomarini, oltre che numerose imbarcazioni più o meno danneggiate e un cargo affondato. Le basi principali austro-tedesche nel Mare Adriatico erano situate a Pola (in Istria) e a Cattaro (nel sud della Dalmazia).
Congiuntamente una strategia simile fu adottata per imbottigliare il naviglio degli Imperi Centrali di stanza in Turchia entro i confini di Costantinopoli e del Mar Egeo, consentendo agli alleati una navigazione relativamente sicura nel Mediterraneo, questa libertà di movimento fu estremamente importante per gli Alleati, in quanto mise in condizione le forze alleate di mantenere aperte le loro rotte di approvvigionamento (con l'Egitto per esempio), di evacuare l'esercito serbo dalla cattura dopo l'invasione austriaca, e persino di organizzare una imponente operazione anfibia di sbarco a Gallipoli nel 1915 e a Salonicco nel 1916.

### La campagna di Gallipoli
Nel 1915, l'avvenimento principale nel Mar Mediterraneo, fu il tentativo della flotta alleata di forzare lo stretto dei Dardanelli con una massiccia operazione di sbarco, che neutralizzasse le forze turche, e consentisse alle flotte alleate di accedere al Mar Nero e in questo modo aprire un altro fronte, dare manforte alla Russia, e circondare l'Impero ottomano per dargli il colpo finale.

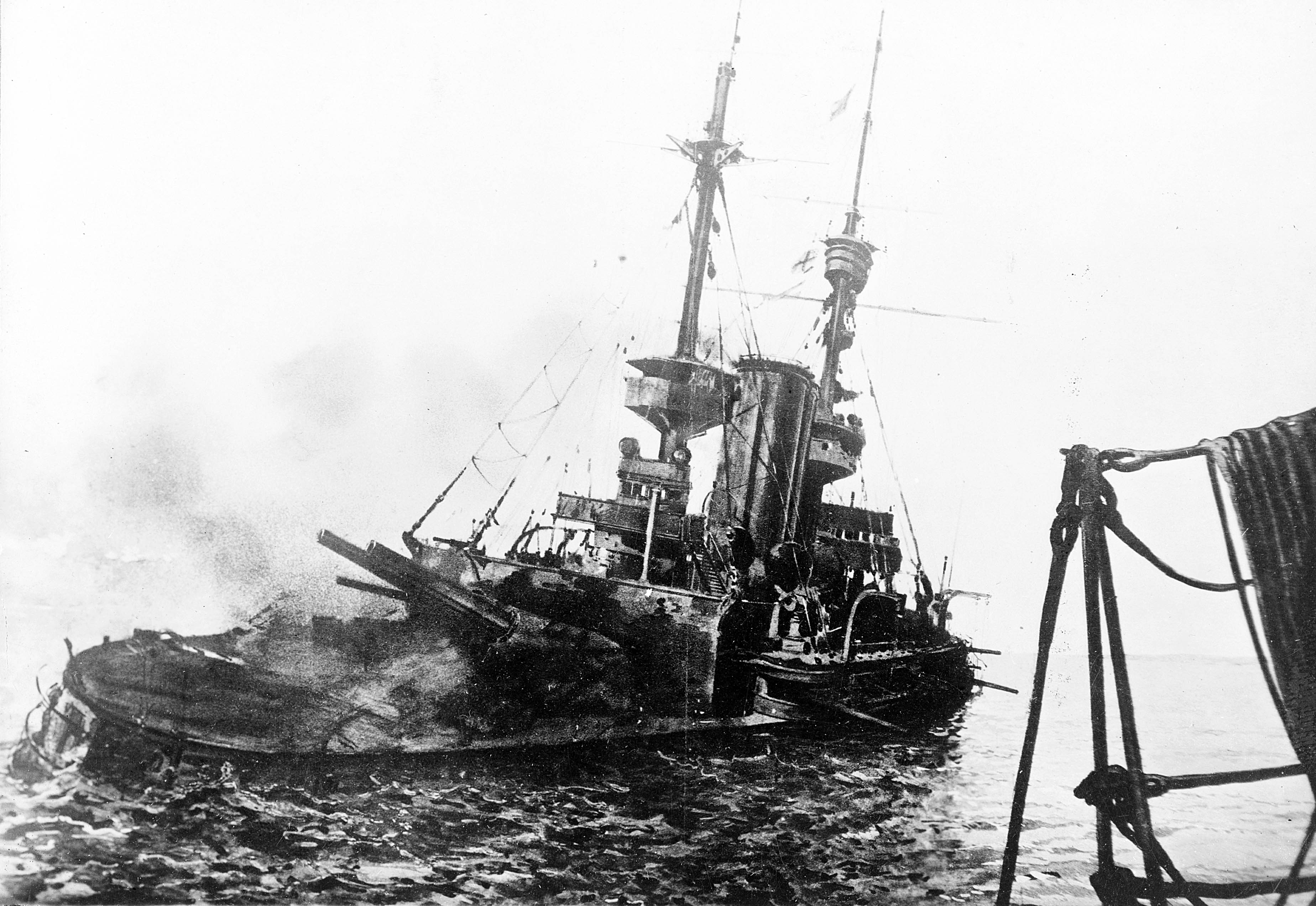
L'HMS Irresistible mentre affonda

La battaglia di Gallipoli durò per la maggior parte dell'anno, ma non ebbe successo, l'iniziale assalto navale fu impedito dalle fortificazioni di artiglieria piazzate lungo le coste, e dalle mine di sbarramento sistemate lungo tutta la percorrenza dello stretto, che causarono l'affondamento di alcune unità anglo-francesi.

Il successivo assalto di fanteria fu sanguinosamente respinto dai turchi, e nessuno degli obbiettivi iniziali degli alleati fu raggiunto, anzi la campagna si rivelò un successo per i turchi, che respinsero vittoriosamente tutti gli assalti e si unirono compatti sotto la guida di Mustafà Kemal il futuro Atatürk.

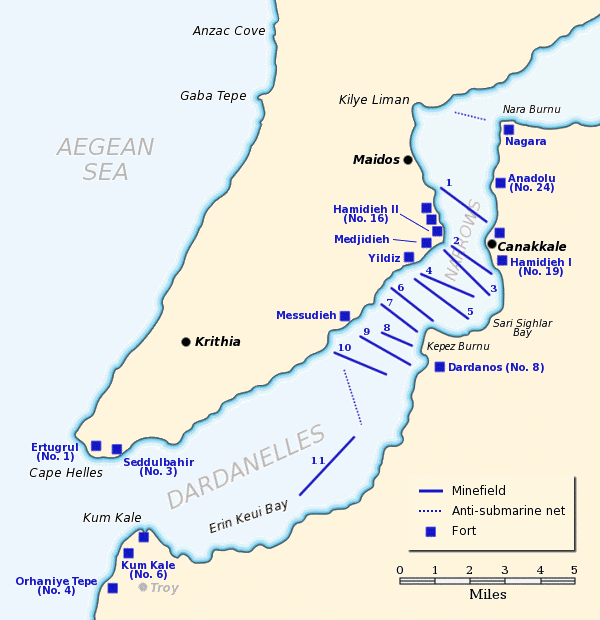
Le difese turche nello Stretto dei Dardanelli

Subito dopo l'entrata in guerra dell'Italia la flotta austroungarica eseguì delle coraggiose missioni contro obbiettivi civili di importanza strategica (porti, acquedotti, stazioni ferroviarie, fari) della costa italiana. In particolare furono colpite zone tra Ancona e Rimini. Le coste adriatiche erano poco protette, poiché l'Italia e l'Austria-Ungheria erano alleate e non si era sentita l'esigenza di rafforzare le piazze marittime e la difesa costiera (che era invece progettata in funzione anti francese), dopo questi raid la regia marina istituì un servizio di treni armati con pezzi di grosso calibro, ed altri a tiro rapido, in funzione antinave, ognuno di essi proteggeva un tratto di costa, assieme a campi minati, torpediniere, aeromobili e naviglio leggero, rendendo pericolose queste azioni per la K.u.K marine.

## 1916
Il 2 agosto 1916, sulla Leonardo da Vinci che si trovava nel porto di Taranto ci fu una grande esplosione; morirono 249 uomini del suo equipaggio e la nave si capovolse in acque basse. Dopo la guerra fu iniziata l'operazione di recupero dell'unità ma, a causa delle ristrettezze di bilancio e dell'evoluzione degli armamenti navali la nave fu demolita. Questo evento ebbe molta risonanza sulla stampa italiana, fu accusato un sabotaggio austriaco, mai confermato ma neppure sconfessato, la causa dell'esplosione non fu mai verificata, ma è certo che ebbe una notevole influenza propagandistica in entrambi gli schieramenti.

## 1917
Anche il Giappone, inviò un totale di 14 cacciatorpediniere nel Mediterraneo a partire da aprile 1917, fornendo un efficace aiuto di pattugliamento e di attività anti-sommergibile.
Anche la Grecia in un secondo tempo partecipò alle operazioni navali, in supporto alle operazioni in Palestina e in Macedonia.

E anche se la Germania con il crollo dell'Impero russo, ottenne il completo controllo del Mar Nero, non riuscì mai ad uscire dal Mar Egeo, cozzando durante un tentativo di forzare questo blocco, con degli sbarramenti minati, che causarono il danneggiamento delle navi Breslau e Goeben, inseguite 4 anni prima dalle navi alleate che in quel frangente non riuscirono a catturarle, ma che ebbero questa sorta di rivincita nel 1918.
Comunque le imbarcazioni non affondarono, in quanto il capitano della Breslau riuscì a mettere in secca la nave prima che si capovolgesse, e la Goeben non subì danni elevati, in quanto rientrò in servizio dopo la guerra.

### Le operazioni nell'Adriatico
Dopo Gallipoli, l'unica battaglia navale significativa si verificò il 15 maggio 1917, quando tre incrociatori austriaci al comando del Capitano Miklós Horthy misero a segno una serie di incursioni su navigli di trasporto italiano e britannico vicino a Valona, in Albania, che stava evacuando l'esercito serbo.

### La guerra sottomarina indiscriminata
Nel gennaio 1917, in seguito alla decisione di attuare una guerra sottomarina indiscriminata, il governo di Berlino inviò una delegazione a Vienna per ottenere il supporto austriaco. In questo modo gli U-Boot tedeschi poterono attaccare le navi italiane senza nascondere la propria identità.
Le perdite dell'Intesa ebbero un picco nell'aprile 1917, quando gli Imperi centrali possedevano 28 U-Boot operativi di cui almeno 10 sempre in mare. Nessuno dei sommergibili fu affondato, mentre essi colpirono 94 navi in un mese. Nel frattempo la Regia Marina cominciava ad organizzare i primi convogli assieme agli inglesi lungo la rotta Alessandria-Malta, nel maggio 1917.

## 1918

### Gli affondamenti della Santo Stefano e della Viribus Unitis
Altre azioni degne di nota accaddero nel giugno del 1918 quando il capitano Luigi Rizzo con il suo MAS affondò la corazzata Santo Stefano, e nel novembre del 1918 quando venne affondata la SMS Viribus Unitis.
Durante una missione di perlustrazione e dragaggio in alto Adriatico, i MAS 15 e 21, comandati dal Capitano di corvetta Luigi Rizzo e dal Guardiamarina Giuseppe Aonzo, si imbatterono nei pressi dell'isola di Premuda in una forza navale austriaca costituita dalle corazzate SMS Szent István (Santo Stefano) e SMS Tegetthoff scortate da alcuni cacciatorpediniere.

Entrambi i MAS si scagliarono contro le preponderanti forze nemiche, e colpirono entrambe le corazzate; il MAS di Luigi Rizzo colpì a morte la Santo Stefano che colò a picco; anche il MAS di Giuseppe Aonzo colpì il bersaglio, ma i due siluri non esplosero.
La SMS Viribus Unitis, fu affondata il 1º novembre 1918 appena tre giorni prima la fine della guerra per l'Italia, con un'azione ardita di due ufficiali italiani, Raffaele Rossetti e Raffaele Paolucci, che grazie ad una nuova arma nella flotta italiana, il Siluro a lenta corsa (SLC), riuscirono a piazzare sulla chiglia della Viribus Unitis 200 kg di esplosivo, che alle 6.44 del mattino del 1º novembre causò la morte di 300 marinai, e l'affondamento della corazzata nel porto di Pola.
 
Solo dopo aver compiuto l'azione i due ufficiali appresero che la flotta austriaca era stata ceduta allo Stato degli Sloveni, dei Croati e dei Serbi allo scopo di non essere interessata dalle condizioni armistiziali, e non batteva più bandiera austro-ungarica. Comunque dopo la guerra, il trattato di pace assegnò ugualmente le navi austro-ungariche in conto riparazione dei danni di guerra, invalidando la cessione fittizia.

### La vittoria dell'Intesa
Dopo la guerra le operazioni navali non si conclusero definitivamente, ma non ebbero scopi bellici, una flotta alleata dopo la guerra occupò fino al 1923 Costantinopoli, dopo l'armistizio di Mudros, fino a quando la nuova Repubblica Turca con Mustafa Kemal riprese il controllo della città.
Navi alleate continuarono ad intervenire in Russia dopo la fine della guerra, portando forze di spedizione e le forniture per gli eserciti controrivoluzionari nel sud della Russia.

## Gli U-Boot nel Mediterraneo

### Operazioni nei Dardanelli
Nell'aprile 1915 la Kaiserliche Marine tedesca inviò i primi sommergibili nel Mediterraneo, come risposta all'invasione anglo-francese dei Dardanelli, dopo che fu chiaro che gli austriaci erano in grado di fare ben poco nel Mediterraneo.
Il primo U-Boot inviato, l'U-21, ottenne un iniziale successo, affondando la pre-dreadnought HMS Triumph e la HMS Majestic, rispettivamente il 25 e il 27 maggio, mentre erano in viaggio verso i Dardanelli.
La Marina tedesca inviò inoltre un certo numero di U-Boot Tipo UB I e UC. Essi furono inviati con treni merci fino a Pola, dove furono poi assemblati per essere mandati a Istanbul.
Un U-Boot fu distrutto ma, alla fine del 1915, i tedeschi avevano stabilito ad Istanbul, una forza di 7 sottomarini, conosciuta come Divisione U-Boot del Mediterraneo.

### LaFlottiglia Pola
Allo stesso tempo i tedeschi erano determinati a stabilire una forza nell'Adriatico per interferire con le rotte commerciali dell'Intesa nel Mediterraneo. Alla fine di giugno del 1915 i tedeschi avevano assemblato 3 sommergibili UB I a Pola, due dei quali furono trasferiti alla Marina austriaca. Furono assemblati anche 3 U-Boot tipo UC I, a cui vennero dati ordini di essere convertiti per poter trasportare piccole quantità di rifornimenti in Turchia. I sottomarini tipo UB furono ostacolati dal loro corto raggio d'azione e dalle correnti marine dei Dardanelli, e in luglio l'U-21, l'unico con un raggio medio, venne danneggiato da una mina e fu costretto a permanere a Istanbul.
Il 21 luglio i sottomarini U-34 e U-35 distaccati nel Mar Baltico, furono inviati a Cattaro, in Montenegro, dove furono assegnati alla k.u.k. Kriegsmarine per ricevere più facilmente i rifornimenti e le riparazioni senza dover affrontare il pericoloso stretto dei Dardanelli. In agosto l'U-39, unitosi alla Flottiglia Pola stanziata a Cattaro, seguì quest'ultima verso Gallipoli, dove la Royal Navy britannica stava infliggendo pesanti perdite tra i turchi sulle teste di ponte dell'invasione inglese.

### La guerra al commercio
Il Mar Mediterraneo fu una zona d'azione intensa per le unità della Marina tedesca a cui era stato dato il compito di ostacolare le operazioni commerciali inglesi. Molte rotte commerciali dell'Impero britannico passavano infatti per il Mediterraneo; questo, ben presto, fu infestato da sottomarini tedeschi anche in autunno e inverno, quando il clima rigido impediva le stesse operazioni nell'Oceano Atlantico e nel mare del Nord. I sommergibili tedeschi erano soliti sorvegliare dei punti focali delle rotte commerciali nemiche, ovvero il Canale di Suez, l'isola di Malta, quella di Creta e lo Stretto di Gibilterra. Un ulteriore vantaggio offerto dal Mediterraneo era il minor numero di vascelli appartenenti a paesi neutrali, come gli Stati Uniti d'America, che attraversavano il mare stesso.
Ufficialmente le operazioni tedesche iniziarono nell'ottobre 1915, quando l'U-33, l'U-39 e l'U-35 attaccarono le navi presso i porti greci di Salonicco e Kavala, affondando gli obiettivi per un totale di quasi 64 000 tonnellate. Dato che la Germania non era in guerra con l'Italia ma l'Impero austro-ungarico sì, la Marina tedesca ordinò ai propri U-Boote di non attaccare le imbarcazioni italiane nell'est del Mediterraneo, zona in cui gli austriaci non avevano i mezzi per operare. Nell'ovest del Mediterraneo, oltre la linea del Peloponneso, venne ordinato ai sottomarini tedeschi di battere bandiera austriaca, in modo da poter attaccare liberamente le navi italiane.
L'Ammiragliato tedesco decise che gli U-Boot tipo UB II erano i sottomarini ideali per le operazioni nel Mar Mediterraneo, inviandone quindi i pezzi a Pola dove venivano assemblati. Nel novembre 1915 furono affondate 44 navi, equivalenti a 156 000 tonnellate di carico. In dicembre le vittime furono 17, con un totale di 74 000 tonnellate, ovvero metà del tonnellaggio affondato nello stesso periodo in tutti i teatri di guerra.
Durante il 1916 la guerra al commercio continuò. Le contromisure dell'Intesa risultarono largamente inefficaci. Le complesse cooperazioni fra le marine dei vari paesi portarono ad una risposta scoordinata e frammentaria, mentre il principale rimedio agli U-Boot rimaneva il blocco del Canale d'Otranto. Quest'ultimo però era anch'esso inefficiente: lo Stretto infatti era troppo ampio e profondo per creare una barriera efficace e il dispendio di mezzi e rifornimenti era enorme. Solamente due U-Boot furono distrutti per tutta la durata in cui la barriera rimase operativa.
Nel 1916 l'Intesa perse 415 navi, metà di tutte le navi perse nello stesso periodo in tutti i teatri di guerra. Degli 12 U-Boot che affondarono più navi, 8 erano componenti della "Flottiglia Pola".
Durante il 1916 i sottomarini austriaci affondarono un buon numero di navi nemiche. L'U 11 catturò la nave ospedale italiana King Albert, il 18 gennaio a San Giovanni di Medua. L'U-6 affondò il cacciatorpediniere francese Renaudin il 16 marzo a Durazzo. L'8 giugno l'U-5 silurò e affondò la nave da trasporto truppe italiana Principe Umberto a Capo Linguetta. Sempre l'U-5 colpì un gruppo di cacciatorpediniere italo-francesi il 2 agosto e silurò la nave italiana Pantelleria a sud di Taranto il 14 agosto.
Il 15 settembre due idrovolanti austriaci, L.135 e L.132, bombardarono il sottomarino francese Foucault. L'L.135 riuscì ad affondare il sottomarino da cui riuscirono a salvarsi 27 marinai. Questo fu il primo caso nella storia dell'affondamento di un sottomarino da parte di un velivolo.
Lo stesso giorno il sottomarino francese Ampére colpì con due siluri la nave ospedale austriaca No. I. La nave dovette spiaggiare nella baia di Borovica per le riparazioni.

### L'incidente dell'Ancona
Nel novembre 1915, l'U-38, battente bandiera austriaca, causò un incidente diplomatico affondando la nave passeggera italiana Ancona, poco lontano dalla costa tunisina. L'Ancona era salpata da Messina ed era diretta a New York, portando con sé centinaia di passeggeri. Nell'incidente perirono 200 persone, inclusi 9 statunitensi, proprio come era successo con il Lusitania. Essendo state affondate, nel giro di sei mesi, due navi passeggere con a bordo cittadini statunitensi, il Segretario di Stato degli Stati Uniti inviò una lettera di protesta al governo di Vienna.
Lo stesso U-Boot che attaccò l'Ancona affondò un'altra nave, la Persia nel dicembre 1915, uccidendo 343 persone.
In un ennesimo incidente, nel marzo 1916, un sottomarino tedesco, l'UC 12, venne affondato dalle sue stesse mine, poco fuori Taranto. I genieri italiani che indagarono scoprirono la vera identità dell'U-Boot. La Germania tecnicamente era ancora alleata dell'Italia, perciò la scoperta che i sommergibili tedeschi minavano le basi navali italiane fu uno dei fattori che spinse Italia a dichiarare guerra alla Germania nel maggio 1916.

### L'intervento giapponese
Agli inizi di aprile del 1917, il Giappone, alleato del Regno Unito, inviò 14 cacciatorpediniere con incrociatori ammiraglie nel Mediterraneo. La loro base fu Malta ed ebbero un ruolo importante scortando i convogli e proteggendogli dagli U-Boot.
Dei 9 sottomarini austriaci distrutti, 5 furono affondati dagli italiani (U-13, U-10, U-16, U-20 e U-23), 1 da unità italiane e francesi (U-30) e 1 dagli inglesi (U-3), mentre nessuno dai giapponesi che persero un cacciatorpediniere, distrutto dall'U-27.

### Fasi finali
Anche se il sistema dei convogli venne introdotto nel maggio 1917, l'Intesa non fu in grado di rendere il sistema efficace fino alla fine dell'anno. Il numero di rotte commerciali e le responsabilità divise nelle varie nazioni resero questo sistema molto complesso da attuare. Per tutto l'anno gli U-Boot furono ancora in grado affondare navi mentre queste viaggiavano in solitudine. Solo durante il 1918 la fortuna cominciò ad allontanarsi dagli U-Boot. In gennaio i tedeschi affondarono 104 000 tonnellate di carico nemiche, mentre gli austriaci 20 000. 2 U-Boot della "Flottiglia Pola" furono affondati.
Le perdite per l'Intesa continuarono a calare, mentre le perdite tra gli U-Boot cominciarono a salire. Nel maggio 1918 la Triplice Intesa perse 100 000 tonnellate di carico e le perdite nei mesi successivi non superarono mai tale valore, mentre, sempre in maggio, la Flottiglia Pola perse 4 U-Boot.
Karl Dönitz, che sarebbe diventato comandante degli U-Boot del Terzo Reich, durante la seconda guerra mondiale, all'ora era comandante dell'UB-68 che venne affondato dagli inglesi mentre Dönitz venne fatto prigioniero.
Nell'ottobre 1918, ormai alla fine della guerra, l'Intesa aveva perso dall'inizio dell'anno 760 000 tonnellate di carico. La Flottiglia Pola aveva perso 11 U-Boot e il resto della k.u.k. Kriegsmarine aveva perso altri 3 U-Boot.
Gli Imperi centrali erano al collasso. Bulgaria e Impero ottomano avevano chiesto la pace e l'Impero austro-ungarico stava per fare lo stesso. La Germania decise di abbandonare il Mediterraneo; 9 U-Boot salparono per tornare in patria e altri 10 vennero affondati. Lungo la via del ritorno riuscirono ad affondare la Mercia e la Surada re; in tale battaglia tre U-Boot furono attaccati, l'U-35 venne danneggiato e fu costretto a riparare a Barcellona, mentre l'U-34 venne distrutto.

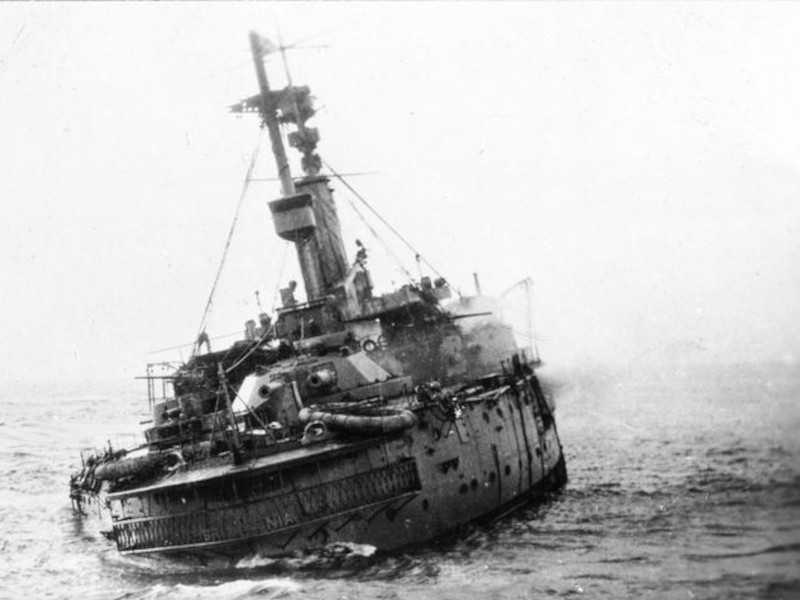
La nave da guerra britannica Britannia mentre affonda nei pressi di Gibilterra il 9 novembre 1918, colpita dall'U-Boot UB-50.

L'ultima azione avvenne il 9 novembre 1918, due giorni prima dell'armistizio. L'U-50 silurò ed affondò la nave da battaglia britannica Britannia, poco distante da Capo Trafalgar.